# 子実体
子実体（しじつたい Fruiting body）とは、菌類が胞子形成のために作る複合的な構造のことである。大型のものを中心に、いわゆるキノコと呼ばれている。あるいは、それに類似の生物の作る類似の構造を指して使う場合もある。

## 子実体の一般的な定義
多くの菌類では、その体は糸状になった細胞列である菌糸からなる、菌糸体という構造になっている。菌糸体を構成する菌糸はそれぞれに独立性が高く、菌糸の一部分だけをとりだしても成長し、胞子を作るものが多い。菌類はその種ごとに様々な胞子を作るが、基本的には菌糸の先に胞子を外生するか、菌糸が袋になってその中に胞子を作るかである。多くの菌類が、この様に単独の菌糸の先に胞子を作る能力がある。
しかし、菌類の種によっては、胞子を作るときに複数の菌糸が寄り集まって、より複雑な構造を作り上げる。その中で比較的簡単なものは、胞子形成する菌糸が寄り集まって、胞子形成菌糸の束や、胞子形成をする小さなカーペットとなるものである。さらに複雑なものでは、胞子形成部を覆う菌糸の壁を造り、全体が外見状では壷型や皿状の形をなすものがある。さらに複雑なものでは、胞子形成部を覆う構造が、それ自体に柄を持って立ち上がったり、胞子形成部が複雑に折れ曲がり、それが並んだひだを下面に傘の構造となり、さらに柄を持っているキノコの形などとなる。この様な、複数の胞子形成菌糸や、それを補助する菌糸が組みあわさって、複雑な構造になったものを、子実体と呼んでいる。普通、胞子形成菌糸が寄り集まっただけのものは子実体とは呼ばない。
子実体は、小さいものは肉眼で見ることのできるぎりぎりの大きさから、場合によってはひとかかえもあるキノコのように、巨大なものもある。大きなものであっても、これらはすべて、菌糸から作られている。時には、菌糸を構成する細胞がふくらんで、互いに接触し、一見では菌糸からなるとは思えない、偽柔組織を構成するものもある。
子実体は、胞子を形成するための構造であって、生活をする体ではないので、その存在は一時的なものである。まれに長期に渡って維持されるものもあるが、いずれにせよその生活体は子実体の外にある菌糸体である。時折、キノコとその下につづく菌糸を高等植物の本体と、その根のように見る向きがあるが、これは誤りである。子実体は高等植物に当てはめれば、花か果実に当たるにすぎず、本体はその下の地中や朽ち木などに埋まって存在している。
大型のキノコの背景にはそれだけのバイオマスを形成するのに足りる巨大な広がりを持つ菌糸体が控えており、また菌類の菌糸体はそれだけの量の物質を一ヶ所の子実体に集中することができる高い物質移送能力を持っているのである。

## 菌類各群の子実体
菌類の各分類群は、それぞれに特徴的な子実体を形成する。それぞれ簡単に述べる。
- 鞭毛菌門
  - 子実体を形成するものはない。

- 接合菌門
  - 接合菌綱のアツギケカビ（エンドゴーン）目、およびグロムス目（最近はGlomeromycota門として独立させることが多い）のものは、いずれも地中性で、指先くらいの球状の子実体を作る。表面は菌糸に覆われ、その中に有性生殖による接合胞子や無性生殖による厚膜胞子が入っている。

- 子のう菌門
  - 有性生殖に際して、多くのものは子のう胞子を子実体の中に形成する。子のう菌類の子実体を子のう果という。原始的なものでは、出口のない球形の袋状になった構造の中に、まばらに子のうが入っている。これを閉子のう殻という。コウジカビの仲間の有性世代では、この形の子のう果が見られる。他のものでは、子のうは細長い袋状で、一面にならんで子実層を造り、これを覆う構造が発達する。子実層を覆う構造が子実層をとじ込めており、胞子を出す口を持つ壷状になったものが多い形を子のう殻といい、ほとんどが1mm未満の小さなものである。虫草菌類のように、さらにこの子のう殻を群生する棍棒状の大型子実体を発達させるものもある。子実層を皿状に囲んで主として子実層を外面に見せる形を子のう盤といい、これが大きくなったものがチャワンタケ類である。ノボリリュウやアミガサタケは開子のう盤に柄が生えた形である。また、栄養菌糸が子のうの入る空間を形成し、ここに子実層ができる、子のう子座というものを形成するものもある。これの一見子のう殻に似ているものは擬子のう殻とも呼ばれるが、壁ができて中に子のうを形成するのではなく、菌糸の塊の中に空洞ができて、そこに子のうが形成される点が異なる。
  - 多くの子のう菌は無性生殖による胞子、つまり分生子が通常の生活を営んでいる菌糸体の表面に形成される。いわゆるカビに胞子ができた状態である。しかし、中には表面に分生子を形成する複雑な子実体を作るものもある。この分生子を生ずる子実体を分生子果と呼ぶ。

- 担子菌門
  - 子のう菌と同様、幾つかの型に分かれる。多くのものは傘をもつ、いわゆる一般的な印象としてのキノコを形成する。キノコの傘の裏面には、ひだや管が並び、その側面から有性生殖による担子胞子を放出する。この形からの変形としては、柄がなくて、直接に傘が枯れ木から出るもの、傘の裏面だけが枯れ木の表面に並ぶものなどがある。また、担子胞子と同時に子実体の他の部分に無性生殖による分生子を形成するものもある。イグチ類に寄生するヤグラタケでは、襞に担子胞子を作ると同時に傘の組織が表面から次々と分生子に変化して粉状に分解していく。
  - 傘を作らず、袋状の構造の内部に胞子を作るものもあり、それらをまとめて腹菌類という。胞子は成熟すると袋が破れてできた口から噴出する（ホコリタケ・ツチグリなど）、袋の表面が砕けて出る（ノウタケなど）、胞子を着けた柄が袋から伸び出す（スッポンタケなど）と、様々な方法で放出される。現在では、この群は自然分類群ではなく、襞や管の表面に担子胞子を形成していた通常のキノコの様々なグループから、多元的に出現した多系統と見なされている。
  - このほかに、キクラゲのように吸水性に富んだ軟骨質やゼリー状の柔らかな子実体をもつものがあり、膠質菌と呼ばれる。子実体の形は貝殻状、花びら状など様々。

## その他の生物の子実体
菌類ではないが真正細菌の粘液細菌、原生生物の変形菌や細胞性粘菌の胞子形成体も、子実体と呼ばれる。